# Aron Ralston
Aron Lee Ralston, född 27 oktober 1975 i Marion, Ohio, är en amerikansk bergsbestigare, ingenjör och talare. Han blev känd i maj 2003 då han tvingades amputera sin högra underarm med en slö kniv, efter att armen fastnat under ett klippblock när han klättrade i en kanjon i Utah. Ralston skrev senare om sina erfarenheter i boken Vilja av sten. Filmen 127 timmar, i regi av Danny Boyle, är baserad på dessa händelser.  

## Olyckan
Den 26 april 2003, när Ralston var på vandring i östra Wayne County, Utah, klättrade han i en kanjon på ett upphängd stenblock som plötsligt rubbades och klämde fast hans högra arm mot kanjonväggen. Eftersom Ralston inte hade informerat någon om sina vandrarplaner, var det ingen som letade efter honom.
Medan han försökte befria sin arm tillbringade han fem dagar med den lilla mängden vatten som han hade kvar i sin vattenflaska och två burritos. Hans ansträngningar var förgäves eftersom han inte kunde lösgöra sin arm från det 360 kg tunga stenblocket. Efter tre dagars försök att få bort stenen började Ralston att amputera sin högra arm på mitten av underarmen, för att ta sig loss. Med sin slöa kniv gjorde han bara ytliga skärsår på underarmen under de första dagarna. På den fjärde dagen insåg han att han måste skära igenom benet i armen, men verktygen som han hade var otillräckliga för att göra det.
När maten och vattnet tog slut på den femte dagen blev Ralston tvungen att dricka sin egen urin. Han ristade sitt namn, födelsedatum och förmodat dödsdatum på kanjonväggen och filmade sina sista farväl till sin familj. Han trodde inte att han skulle överleva natten. När han vaknade vid gryningen den 1 maj listade han ut att han kunde bryta strålbenet och armbågsbenet genom vridmoment mot sin arm, vilket han lyckades med. Därefter fortsatte han med amputeringen, vilket tog en timme med ett multiverktyg innan armen gick av.
När Ralston befriades från stenblocket var han fortfarande inte i säkerhet. När han kom ut ur kanjonen var han tvungen att klättra 20 meter ner till marken med bara en arm. Han var 13 km från sin bil och hade ingen telefon. Men medan han vandrade stötte han på en familj som var på semester från Nederländerna. De gav honom mat och vatten och kontaktade myndigheterna om situationen. Ralston var under tiden orolig att han skulle dö eftersom han hade förlorat 25% av sitt blod och gått ner 18 kg i vikt. Lyckligtvis anlände en helikopter i tid och räddade honom, sex timmar efter amputeringen.

## 127 timmar

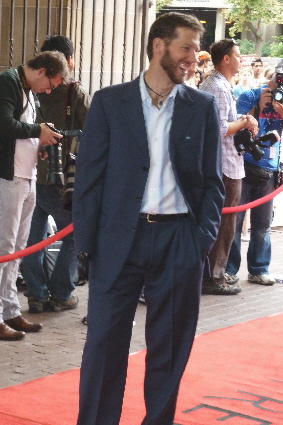
Aron Ralston vid premiären av 127 timmar på Toronto International Film Festival.

År 2010 regisserades 127 timmar av den brittiske regissören Danny Boyle; filmen handlar om Ralston (spelad av James Franco) och hans upplevelser under olyckan. Filmen fick positiva recensioner av kritiker och nominerades till sex stycken Oscars, bland annat för Bästa film.